# ريتشارد مايكلز
ريتشارد مايكلز (بالإنجليزية: Richard Michaels)‏ هو مخرج أمريكي، ولد في 15 فبراير 1936 في بروكلين في الولايات المتحدة.

## وصلات خارجية
- ريتشارد مايكلز على موقع IMDb (الإنجليزية)
- ريتشارد مايكلز على موقع أول موفي (الإنجليزية)
- ريتشارد مايكلز على موقع قاعدة بيانات الأفلام السويدية (السويدية)
- ريتشارد مايكلز على موقع قاعدة بيانات الفيلم (الإنجليزية)
- ريتشارد مايكلز على موقع كينوبويسك (الروسية)